# Lainsecq
Lainsecq ist eine französische Gemeinde mit 324 Einwohnern (Stand 1. Januar 2022) im Département Yonne in der Region Bourgogne-Franche-Comté (vor 2016 Bourgogne); sie gehört zum Arrondissement Auxerre und zum Kanton Vincelles (bis 2015 Saint-Sauveur-en-Puisaye). Die Einwohner werden Lainsecquois genannt.

## Geographie
Lainsecq liegt etwa vierzig Kilometer südwestlich von Auxerre. Umgeben wird Lainsecq von den Nachbargemeinden 
- Thury im Norden,
- Sougères-en-Puisaye im Osten,
- Étais-la-Sauvin im Südosten,
- Sainpuits im Süden,
- Treigny-Perreuse-Sainte-Colombe mit Treigny im Westen und Sainte-Colombe-sur-Loing im Westen und Nordwesten.

## Bevölkerungsentwicklung
| Jahr                      | 1962 | 1968 | 1975 | 1982 | 1990 | 1999 | 2006 | 2013 |
| Einwohner                 | 553  | 470  | 459  | 385  | 381  | 331  | 357  | 341  |
| Quelle: Cassini und INSEE |      |      |      |      |      |      |      |      |

## Sehenswürdigkeiten
- Kirche Saint-Martin, seit 1934 Monument historique
- Schloss Beauvais

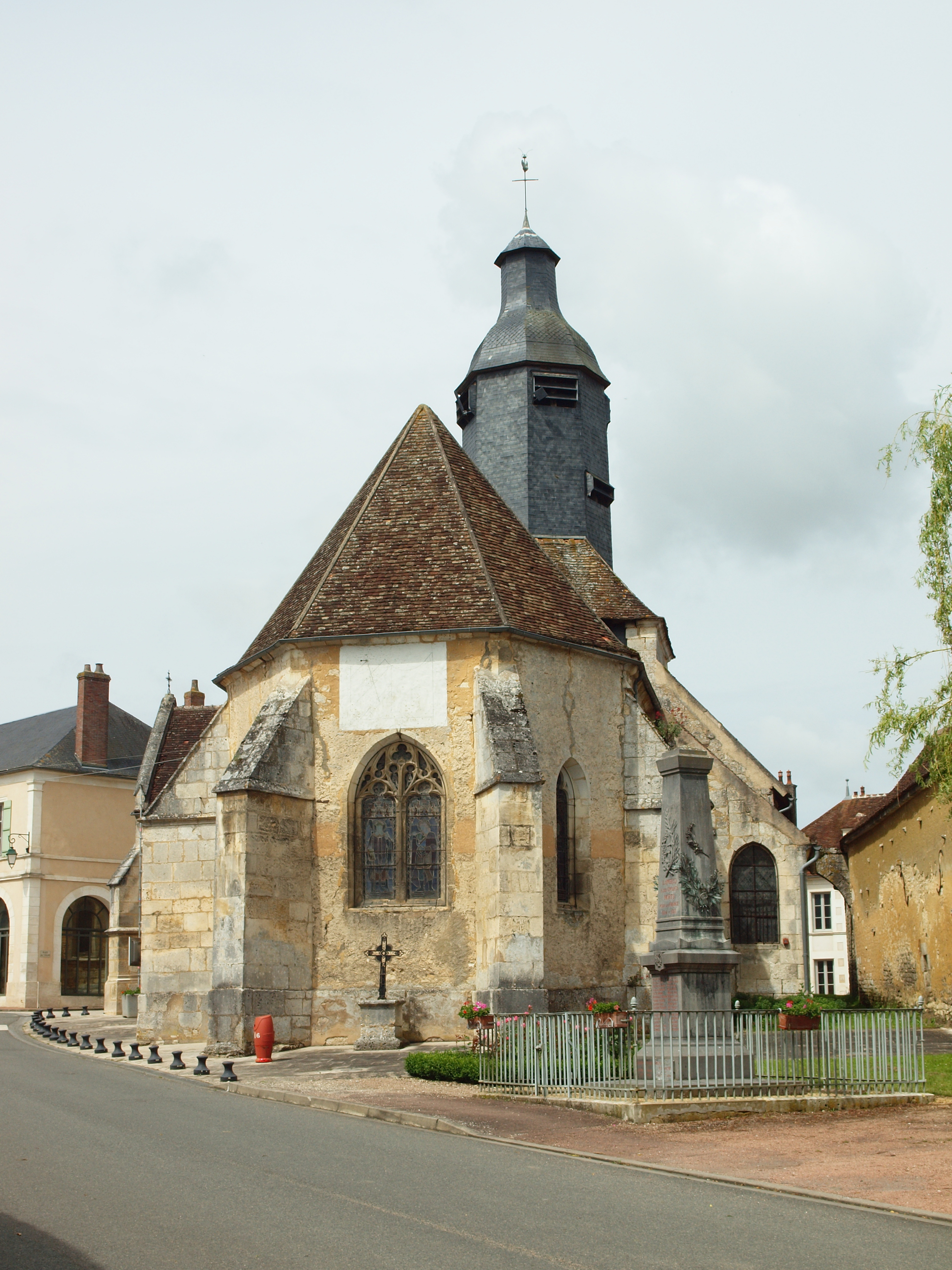
Kirche Saint-Martin
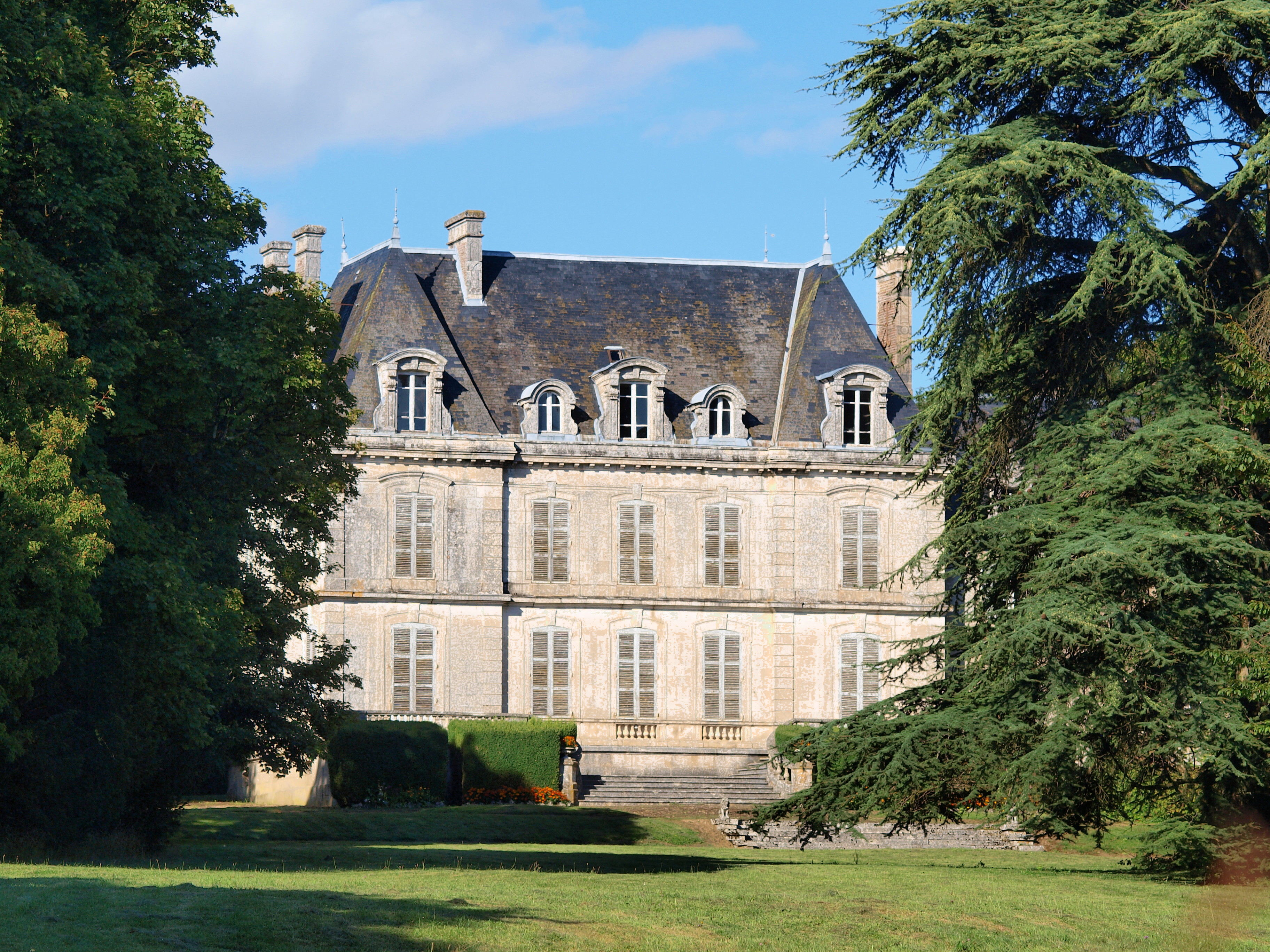
Schloss Beauvais